# ابدان باتیستا
عبدان باتیستا (به پرتغالی: Abdon Batista) یک سکونتگاه مسکونی در برزیل با جمعیت ۲٬۷۷۵ نفر است که در سانتا کاتارینا واقع شده‌است.